# Luana Piovani
Luana Elídia Afonso Piovani (São Paulo, 29 de agosto de 1976) es una actriz brasileña.

## Biografía
En 2009, protagonizó la película A Mulher Invisível. También hizo un cameo en la serie Ó Paí, Ó.
En el 2010, fue una de los protagonistas de la serie Na Forma da Lei, donde interpretó Gabriela. El libreto es de Antônio Calmon, quien también escribió la miniserie de Sex Appeal, que lo catapultó a la fama. En el mismo año, puso en escena el espectáculo El soldado y la niña bailarina. Inspirado en el clásico de la literatura infantil, El soldadito de plomo, de Hans Christian Andersen, el musical es la tercera incursión en la dramaturgia para niños de Luana. También participó en la película Eu Odeio o Orkut.
En el 2012, regresó al cine con la película As Aventuras de Agamenon, o Repórter. Además forma parte del elenco de la nueva versión de la Guerra dos Sexos, la nueva novela de la Rede Globo.
Actualmente no tiene una relación con Pedro Scooby, con quien tiene un hijo llamado Dom. Además Piovani también tiene dos hijos; Liz y Bem.

## Filmografía

### Trabajos en la televisión
| Año  | Título                             | Papel                             | Episodios                                           |
| ---- | ---------------------------------- | --------------------------------- | --------------------------------------------------- |
| 1993 | Sex Appeal                         | Angel Sousa Borges                |                                                     |
| 1994 | Cuatro por Cuatro                  | Duda (Maria Eduarda Bastos)       |                                                     |
| 1996 | Vira-Lata                          | Vânia                             |                                                     |
| 1996 | A Comédia da Vida Privada          |                                   | Episodio: "Parece Que Foi Ontem"                    |
| 1996 | A Vida Como Ela É                  | Patrícia                          | Episodio: "A Profissional"                          |
| 1997 | A Comédia da Vida Privada          |                                   | Episodio: "O Que Você Vai Ser Quando Crescer?"      |
| 1997 | Malhação                           | Patrícia                          |                                                     |
| 1998 | Sai de Baixo                       | Penélope                          | Episodio: "Caiu na Internet é Peixe"                |
| 1998 | Labirinto                          | Virgínia Camargo                  |                                                     |
| 1999 | Suave veneno                       | Márcia Eduarda Cerqueira          |                                                     |
| 1999 | D'Artagnan e os Três Mosqueteiros  |                                   |                                                     |
| 1999 | Mulher                             |                                   |                                                     |
| 2000 | Você Decide                        | Ariana                            | Episodio: "A Bola da Vez"                           |
| 2000 | Tudo de Bom                        | Presentador                       |                                                     |
| 2002 | O Quinto dos Infernos              | Domitila de Castro Canto y Melo   |                                                     |
| 2002 | Os Normais                         | Mainá                             | Episodio: "Confusões são Normais"                   |
| 2003 | Homem Objeto                       |                                   |                                                     |
| 2003 | Sítio do Picapau Amarelo           | Morgana                           |                                                     |
| 2004 | Casseta & Planeta, Urgente!        | Varios personajes                 |                                                     |
| 2004 | Correndo Atrás                     | Érica Lobato                      |                                                     |
| 2005 | Saia Justa                         | Presentador                       |                                                     |
| 2006 | Os Sete Pecados Capitais, Preguiça |                                   |                                                     |
| 2006 | Lu                                 | Lu / Luciane / Lurdes / Lucimara  |                                                     |
| 2007 | Casseta & Planeta, Urgente!        | sí mismo                          |                                                     |
| 2008 | Faça Sua História                  | Sandra Sandrelli                  | Episodios: "O Feitiço da Cueca", "Cinema Novíssimo" |
| 2008 | Guerra e Paz                       | Laura Toscano                     | Episodio: "Macho & Fêmea"                           |
| 2008 | Dicas de Um Sedutor                | Kate                              | Episodio: "Embarangada"                             |
| 2009 | Ó Paí, Ó                           | Patrícia                          |                                                     |
| 2010 | Na Forma da Lei                    | Gabriela Guerreiro                |                                                     |
| 2011 | A Mulher Invisível                 | Amanda                            |                                                     |
| 2011 | Superbonita                        | Presentador                       |                                                     |
| 2012 | ¿Pelea o amor?                     | Wânia Trabuco                     |                                                     |
| 2013 | Dança dos Famosos                  | Participante                      | Temporada 10                                        |
| 2014 | Amor Veríssimo                     | Amanda                            | Episodio: "História de Verão: Uma Leve Brisa"       |
| 2014 | A Grande Família                   | Lurdes (Lurdinha)                 | Episodio 1                                          |
| 2014 | Dupla Identidade                   | Vera Müller                       |                                                     |
| 2016 | Vai que Cola                       | Maria Auxiliadora (Daphne Mansur) | Episodio: "Méier Fashion Week"                      |

### Cine
- 1995: Super-Colosso: a Gincana da TV Colosso como Alice
- 2003: O Homem que Copiava como Marinês
- 2005: O Casamento de Romeu e Julieta como Julieta Baragatti
- 2006: Zuzu Angel como Elke Georgievna Grunnupp (Elke Maravilha)
- 2006: Casseta & Planeta: Seus Problemas Acabaram! (Ella misma)
- 2009: A Mulher Invisível como Amanda
- 2011: Eu Odeio o Orkut como Utisuruluvrala Hanza
- 2011: Família Vende Tudo como Jennifer
- 2012: As Aventuras de Agamenon, o Repórter como Isaura
- 2014: A Noite da Virada como Rosa
- 2018: O Homem Perfeito como Diana Prado

### Teatro
- 1996: Nó de Gravata
- 1998: D'Artagnan e os Três Mosqueteiros como Milady
- 1999: A.M.I.G.A.S. como Amanda
- 2002: Mais uma Vez Amor como Mari
- 2003: Alice no País das Maravilhas como Alice
- 2006: O Pequeno Príncipe
- 2008: Pássaro da Noite
- 2010: Ninguém Ama Ninguém... Por Mais De Dois Anos como Laurinha
- 2013: Sonhos de um Sedutor como Linda
- 2017: E Se Eu Não te Amar Amanhã? como Samantha / Suellen